# Lièvre du désert
Lepus tibetanus
Espèce
Répartition géographique
Statut de conservation UICN

 LC  : Préoccupation mineure
Le Lièvre du désert (Lepus tibetanus) est une espèce de mammifère de la famille des léporidés qui se rencontre en Inde et en Chine.